# Maas bij Eijsden
Maas bij Eijsden is (nog) niet aangewezen als Nederlands Natura 2000-gebied. Een ontwerp-aanwijzingsbesluit voor het Nederlandse deel van dit gebied is in voorbereiding.

De twee deelgebieden Presqu'île d'Eijsden en Presqu'île de l'Ilal liggen in Nederlands Limburg bij de grensplaats Eijsden in de gemeente Eijsden-Margraten zuid van Maastricht, net naast de Maas.

Bij de grenswijziging van 1 januari 2018 zijn deze stukken Nederlands grondgebied geworden.
Maas bij Eijsden heeft geen direct aangrenzende Natura 2000-gebieden.